# Achtergracht 17-19
Achtergracht 17-19 te Amsterdam is een gebouw aan de Achtergracht in Amsterdam-Centrum.
De Achtergracht is een 17e eeuwse gracht binnen de oude binnenstad met Singelgracht als grens. Net als aan de andere grachten werden hier grachtenpanden neergezet, veelal met bedrijfsmatige eenheid, woonhuizen en een pakzolder. Aan de zuidelijke gevelwand staan in de 21e eeuw nog steeds pakhuizen, maar dan wel omgebouwd tot woning. Ook de noordelijke gevelwand is volgebouwd met grachtenpanden. De meeste gebouwen hadden een souterrain al dan niet als bedrijf in gebruik, verder drie woonetages en vervolgens een puntdak In de 20e eeuw kregen de meeste gebouwen aan de gracht de status van gemeentelijk of rijksmonument.
De gebouwen 17 en 19 haalden die status niet, want die werden rond 1915 afgebroken om plaats te maken voor nieuwbouw. Huisnummer 17 had een daarbij een versierde daklijst, nummer 19 een klokgevel. Sponzen- en zeemleerbedrijf Hartog Speijer had zijn oog laten vallen op deze twee percelen om er nieuwbouw te plegen; het was er sinds de jaren negentig gevestigd. Speijer schakelde de architecten Harry Elte en Gerard Mastenbroek in voor een zogenaamd dubbelpand. Het gebouw met op de begane grond sierlijk tegelwerk valt duidelijk op in de gevelwand. Daar waar de gebouwen eromheen vanaf de gracht het achterland inlopen, lijkt dit gebouw door de gevel juist parallel aan de gracht te staan. Dit wordt benadrukt door het zichtbare deel van het dak. Het gebouw is echter net zo diep als nummers 15 en 21, aldus de BAG-plattegrond. Elte en Mastenbroek ontwierpen een bedrijfspand met daarboven twee woonetages onder een zolderetage, die vermoedelijk later ook tot wooneenheden is verbouwd, De aanbesteding vond plaats in 1916.  De begane grond en het souterrain zijn opgebouwd uit natuursteen, terwijl boven de lijst baksteen overheerst. De voorgevel werd symmetrisch gebouwd waarbij voor de wooneenheden erkers werden aangehecht. Bewoners van de eerste etage hebben behalve die erkers ook nog eens een balkon, die beide erkers verbindt. De dragende constructie daarvan wordt gevormd door consoles die uit de verdiepingsgrens steken, maar aan de uiteinden uit een omgekeerde parapluconstructie. Direct onder het balkon is een tegelconstructie geplaatst om de naam van het bedrijf te vermelden. Blikvangers van die etage zijn de tegelwerken in art-decomotief boven de pilasters, zowel aan de zijkant als tussen de raampartijen. De raampartijen zijn in het bovenlicht opgevuld met glas-in-lood in diverse blauwtinten in abstracte ornamentatie. De huisnummers zijn afgebeeld in typografie uit die tijd (boven de toegangsdeuren).
Speijer (wasserij voor sponzen, magazijn en kantoor) zat er tot de jaren dertig (Speijer overleed in 1931). Daarna nam de Nederlandse Bioscoop Bond het gebouw in gebruik. Tijdens de Tweede wereldoorlog zat er een Duitse instelling (Landeslieferungsgenossenschaft f.d., rh. Schumacherhandwerk GMBH); , navrant want het gebouw werd gebouwd door een Joods bedrijf en ontworpen door een Joodse architect, Elte werd omgebracht in Theresienstad. Tussen 1945 en 1954 was hier fotopersbureau Anefo gevestigd; zij waren er al in juni 1945 gevestigd, blijkt uit een oproep Foto’s gevraagd.  In 2023 bestiert een horecabedrijf de begane grond.
Overigens was amper met de bouw begonnen of Elte en Mastenbroek moesten voor dezelfde firma Speijer Utrechtsedwarsstraat 134 en 136 verbouwen, die tegen de achterkant van dit pand aanstonden.

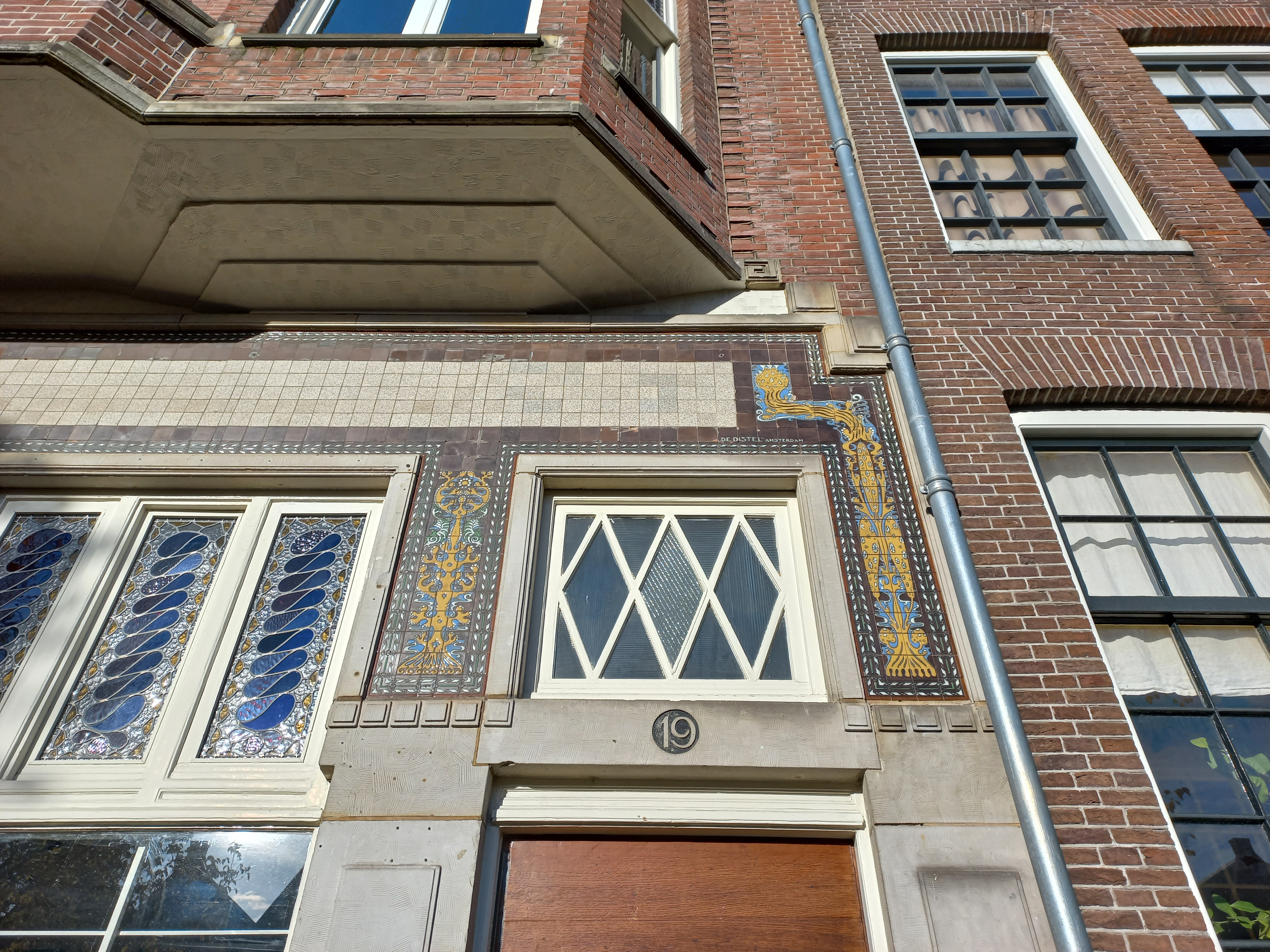
Glas-in-lood, tegeltableaus en huisnummer (november 2023)